# Planetenlehrpfad (Nienburg)

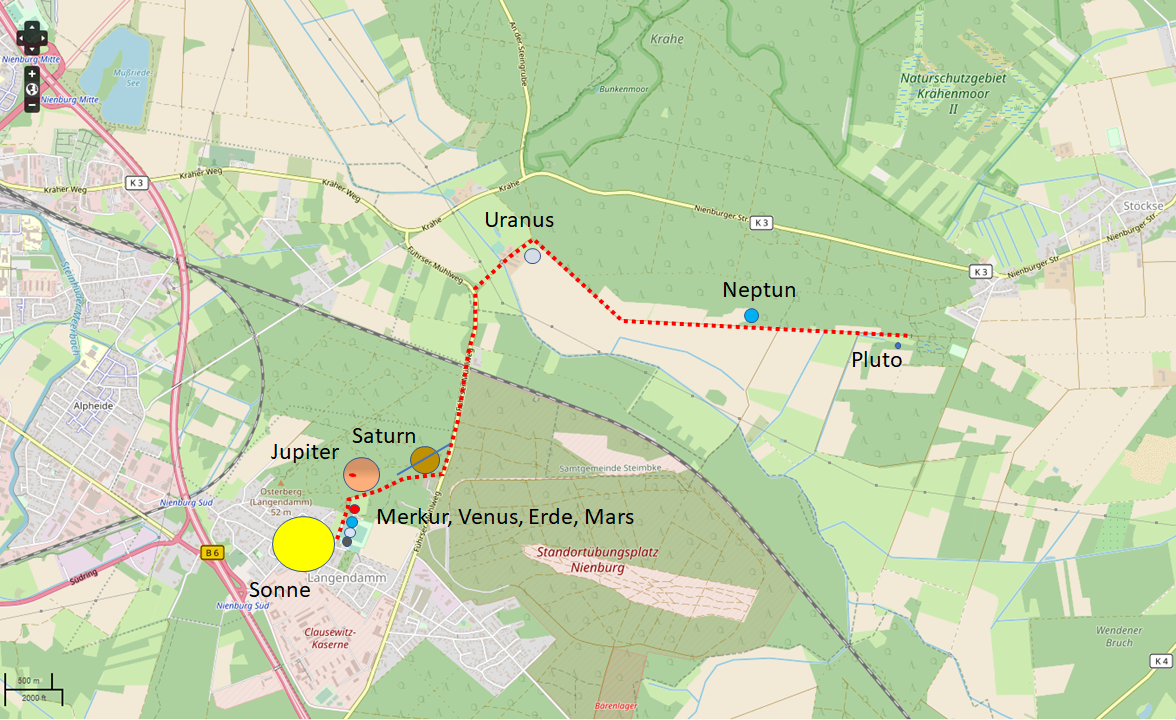
Verlauf des Planetlehrpfades von Langendamm nach Stöckse

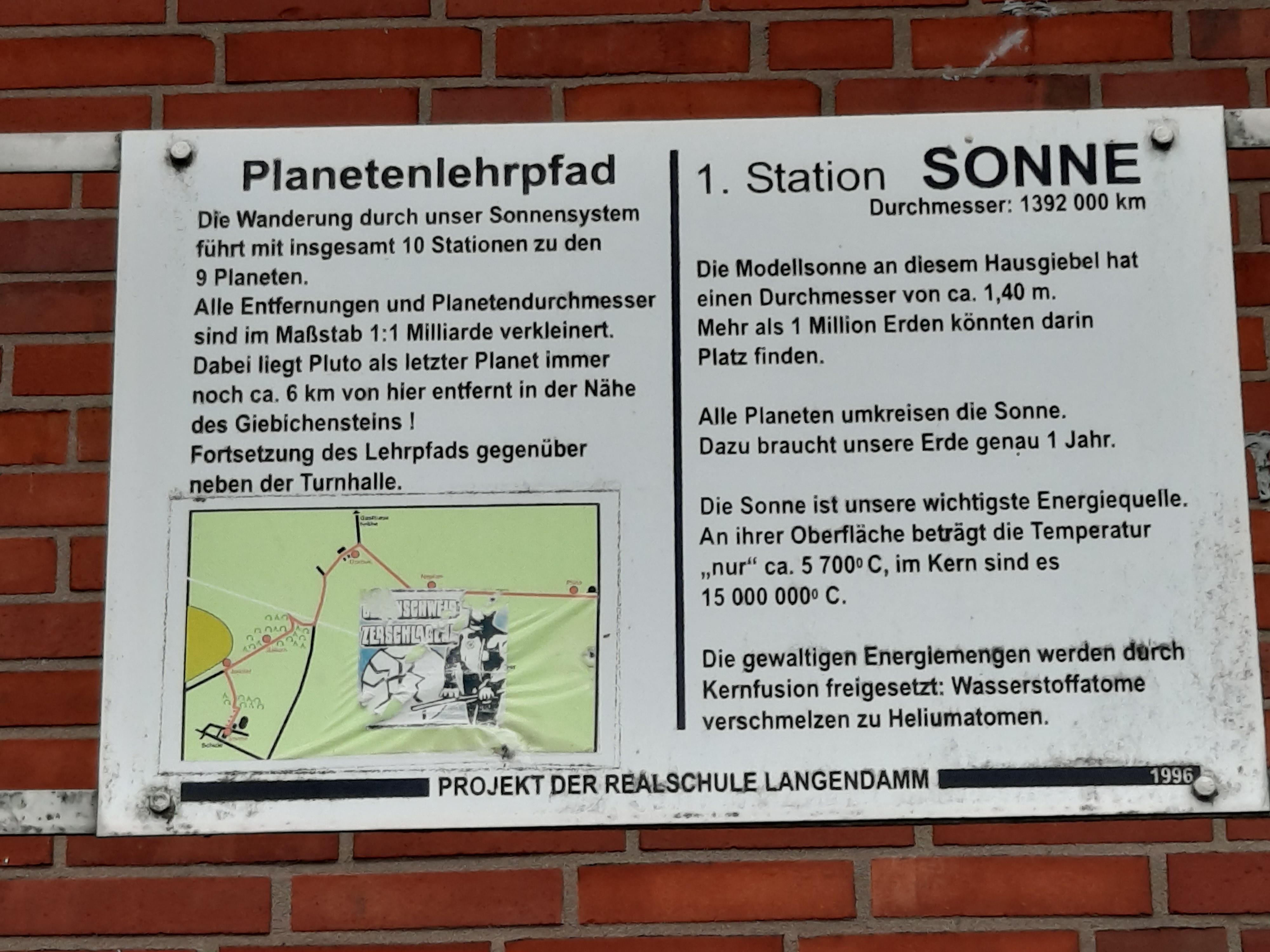
Hinweise zum Planetenlehrpfad inklusive Wegeskizze zum Verlauf am Schild für die Sonne am Start

Der Planetenlehrpfad in Nienburg ist ein rund 4 Kilometer langer Planetenlehrpfad im Maßstab 1: 1.000.000.000, der vom Nienburger Stadtteil Langendamm bis in die Nähe des Stöckser Sees verläuft.

## Geschichte
Der Planetenlehrpfad wurde 1996 als Projekt der damaligen Realschule Langendamm unter Beteiligung der Schüler angelegt. Die Tafeln bzw. das Projekt wurden von lokalen Unternehmern gesponsert. Seither sind die Objekte des Planetenlehrpfades gealtert und waren auch von Vandalismus durch Beschmierungen sowie das Aufbringen von Aufklebern betroffen.

## Beschreibung
Der Lehrpfad verläuft auf dem Gebiet der Stadt Nienburg und der Gemeinde Stöckse. Er beginnt an der Sonne, die als Modell an der Stirnseite der ehemaligen Realschule in Langendamm befestigt wurde. Von dort verläuft er zunächst Richtung Norden entlang des Sportplatzes (hier liegen sämtliche Gesteinsplaneten Merkur, Venus, Erde und Mars) und dann durch das Waldgebiet Osterberg (dort sind Jupiter und Saturn), dann für einen kurzen Streckenabschnitt im Zuge des Führser Mühlwegs, einer vielbefahrenen Durchgangsstraße, dann Richtung Osten über die Führser Mühle an einem Gestüt vorbei, um schließlich von dort zum Pluto zu führen. Die einzelnen Planeten sind als kleine Silhouettenaufkleber auf großen, metallenen Hinweisschildern angebracht. Auf diesen Schildern ist zusätzlich Wissenswertes über die Planeten als Lesetext sowie die Entfernung zu den jeweils „benachbarten“ Gestirnen aufgeführt. Der Planetenlehrpfad verläuft nicht in gerader Linie, sondern orientiert sich am Wege- und Straßennetz der Umgebung und endet mit Pluto unweit des Stöckser Sees. Da der Planetenlehrpfad in einem großen Bogen verläuft, vermittelt die erwanderte Wegestrecke nicht die Luftlinie der Entfernung der Planeten zum Zentralgestirn – die äußeren Planeten liegen bezüglich der Luftlinie daher näher zur Sonne, als sie liegen sollten.

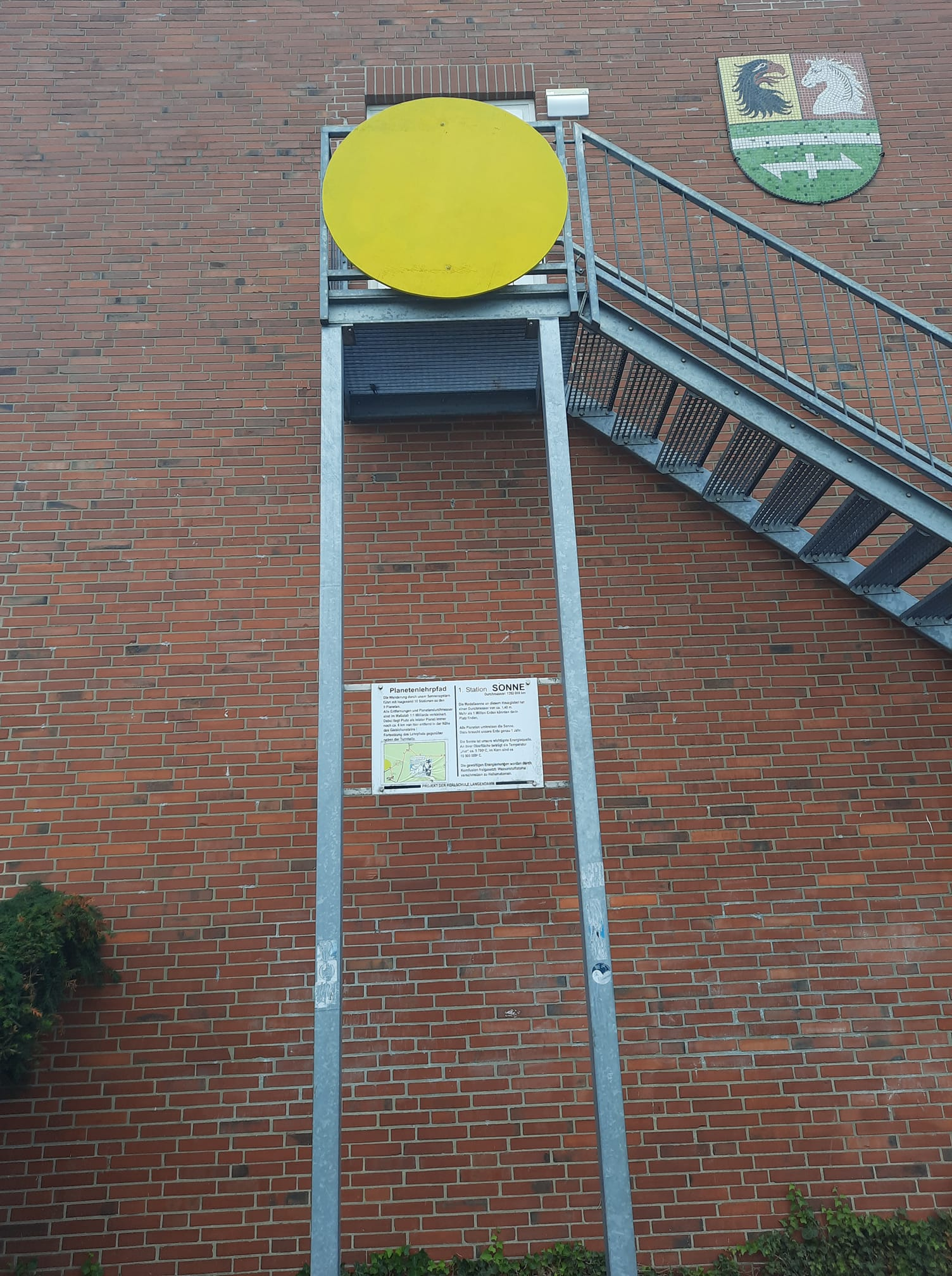
Sonne im Maßstab 1: 1 Mrd. an der ehemaligen Realschule in Langendamm
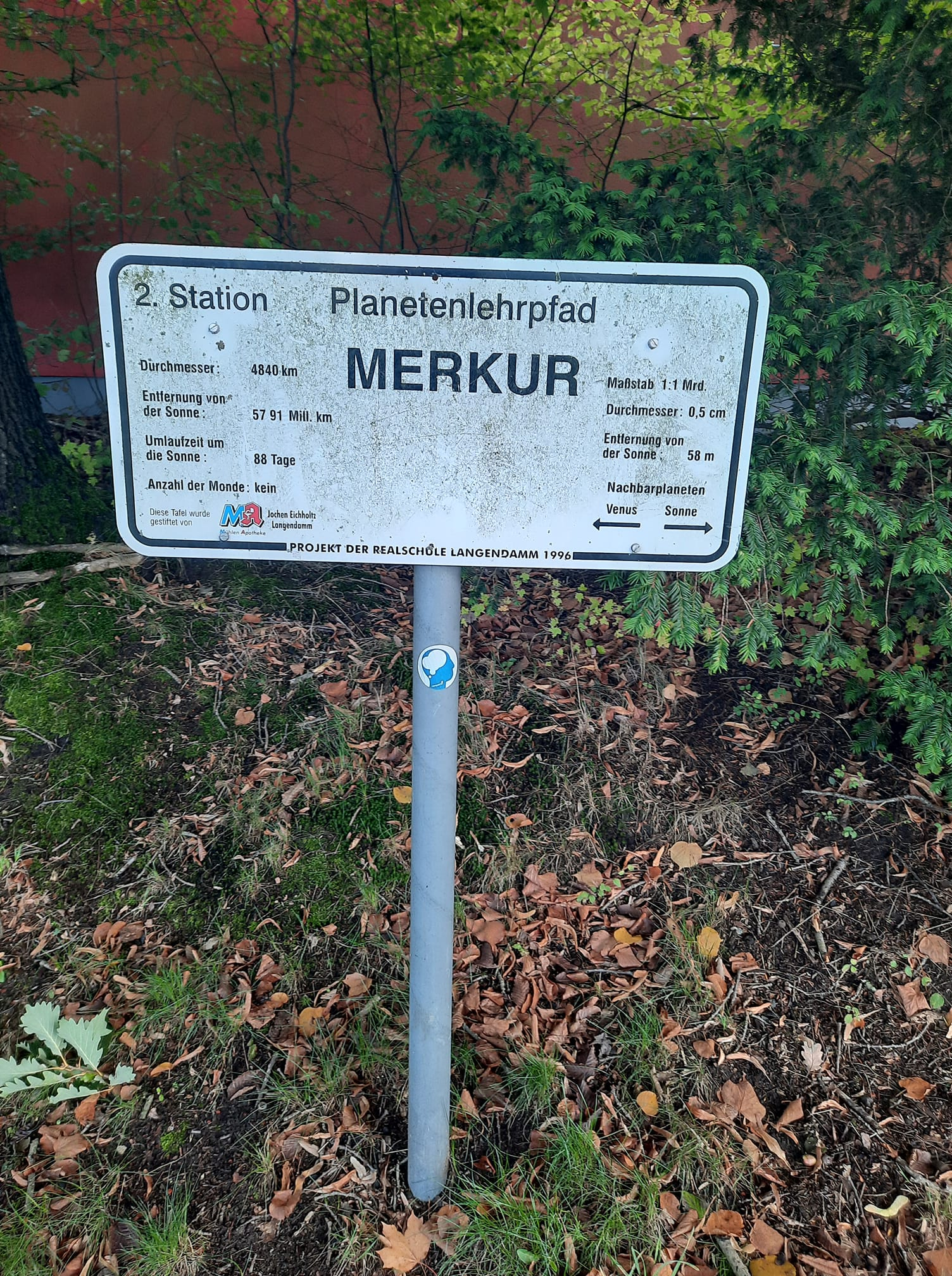
Schild für Merkur in unmittelbarer Nähe der Sonne, rund 58 Meter entfernt in Rufweite, auf der anderen Straßenseite. Vor dem Auge hat die Sonne knapp den dreifachen Durchmesser und die neunfache Fläche wie die echte Sonne von der Erde.
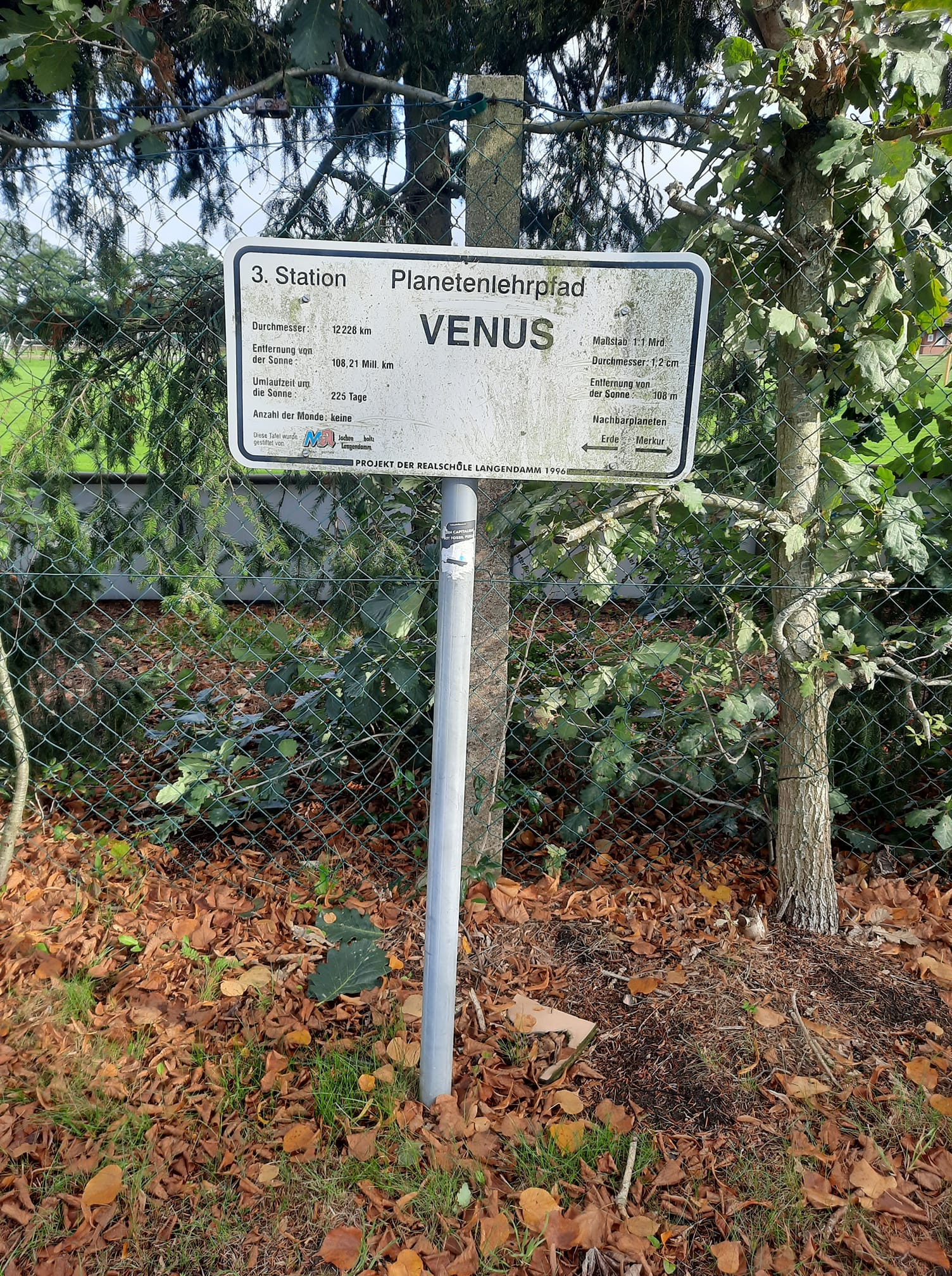
Die Venus steht am Sportplatz 108 Meter von der Sonne entfernt. Der Silhouettenaufkleber der Venus wurde von „Rowdies“ abgeknibbelt
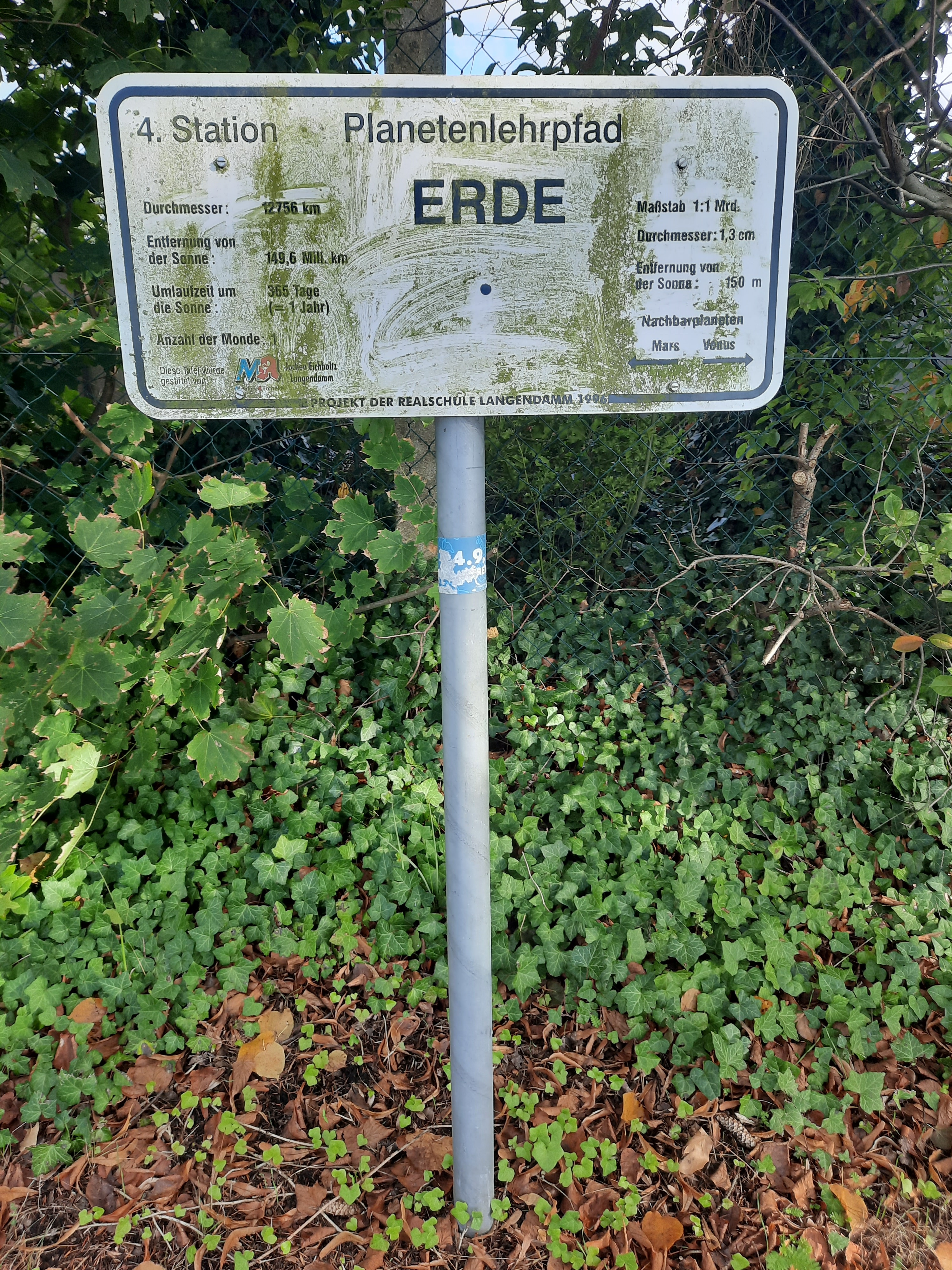
Das Schild für unseren Heimatplaneten steht 150 m von der Sonne, die von hier dem Auge genau so groß erscheint wie die echte Sonne
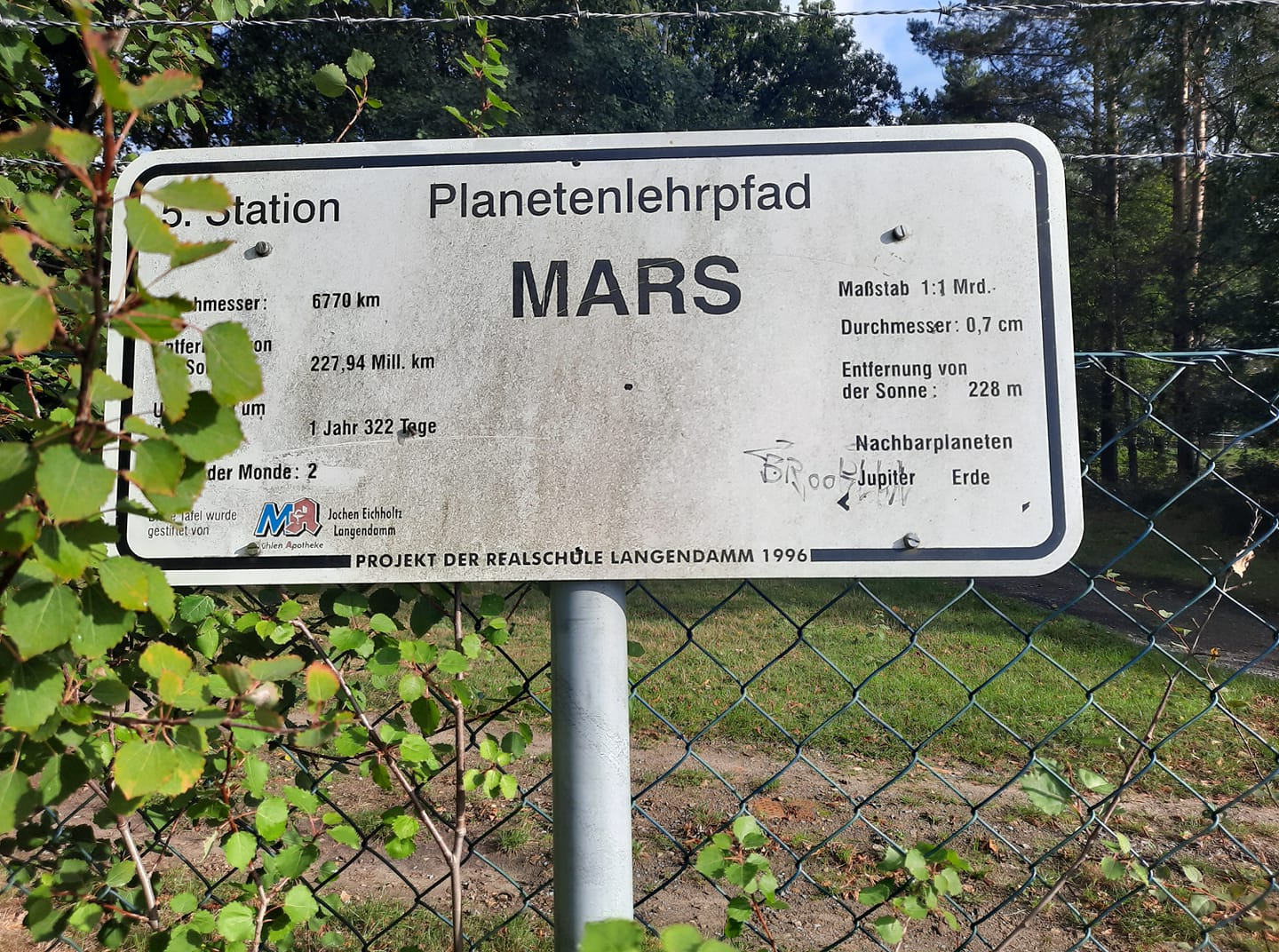
Der Mars steht unmittelbar vor dem Waldrand, mit 228 Metern Entfernung noch in Sicht- aber nicht mehr in Rufweite zur Sonne an der Realschule
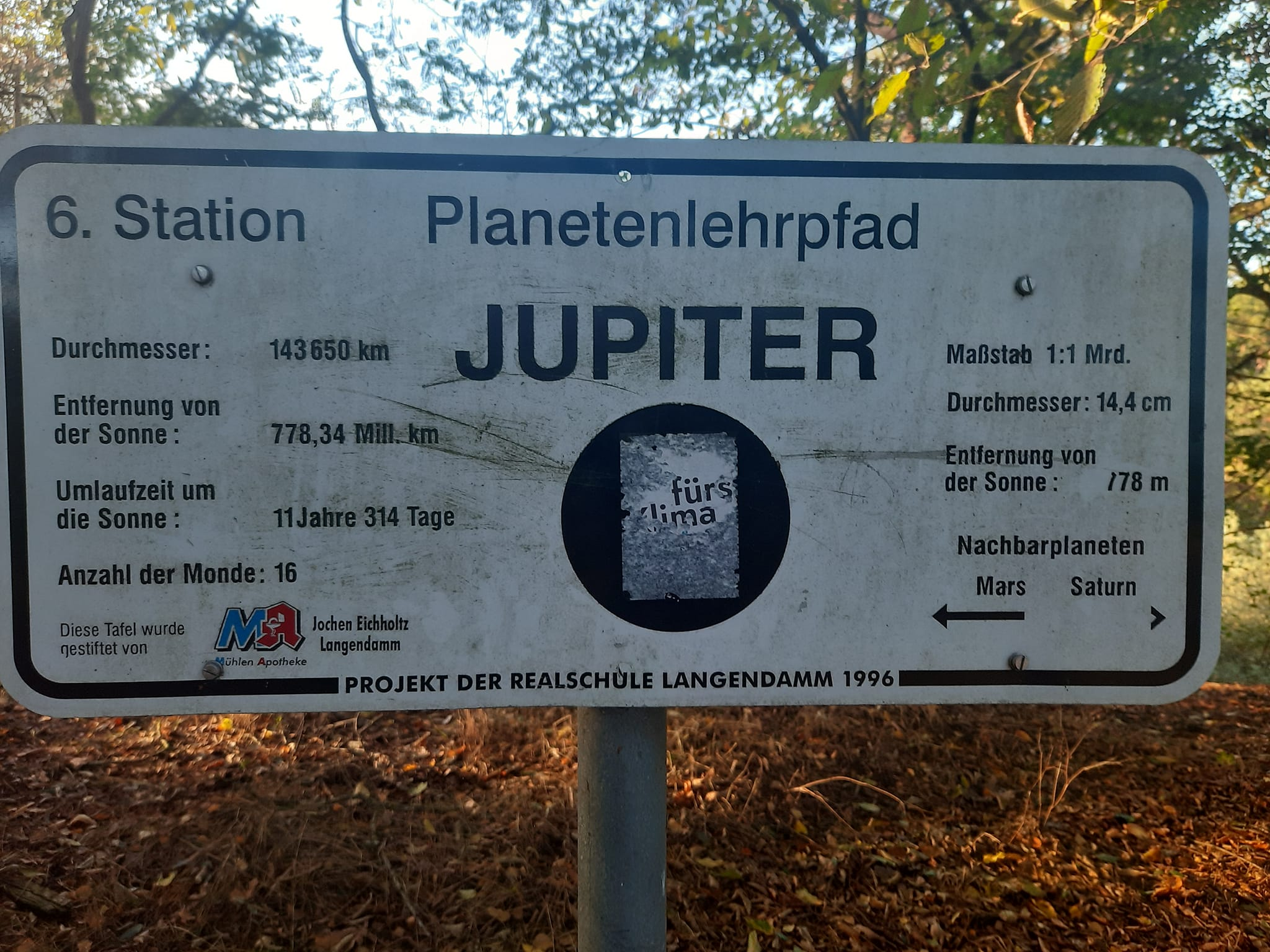
Jupiter. Dadurch, dass es im Bereich des Asteroidengürtels keinen Planeten gibt, (außer dem Zwergplaneten Ceres), ist von Mars zu Jupiter der Abstand überraschend groß: Das Schild steht bereits „mitten im“ Waldgebiet nördlich Langedamms, von „der Sonne“ nicht mehr einsehbar in rund 780 Meter Entfernung von dieser
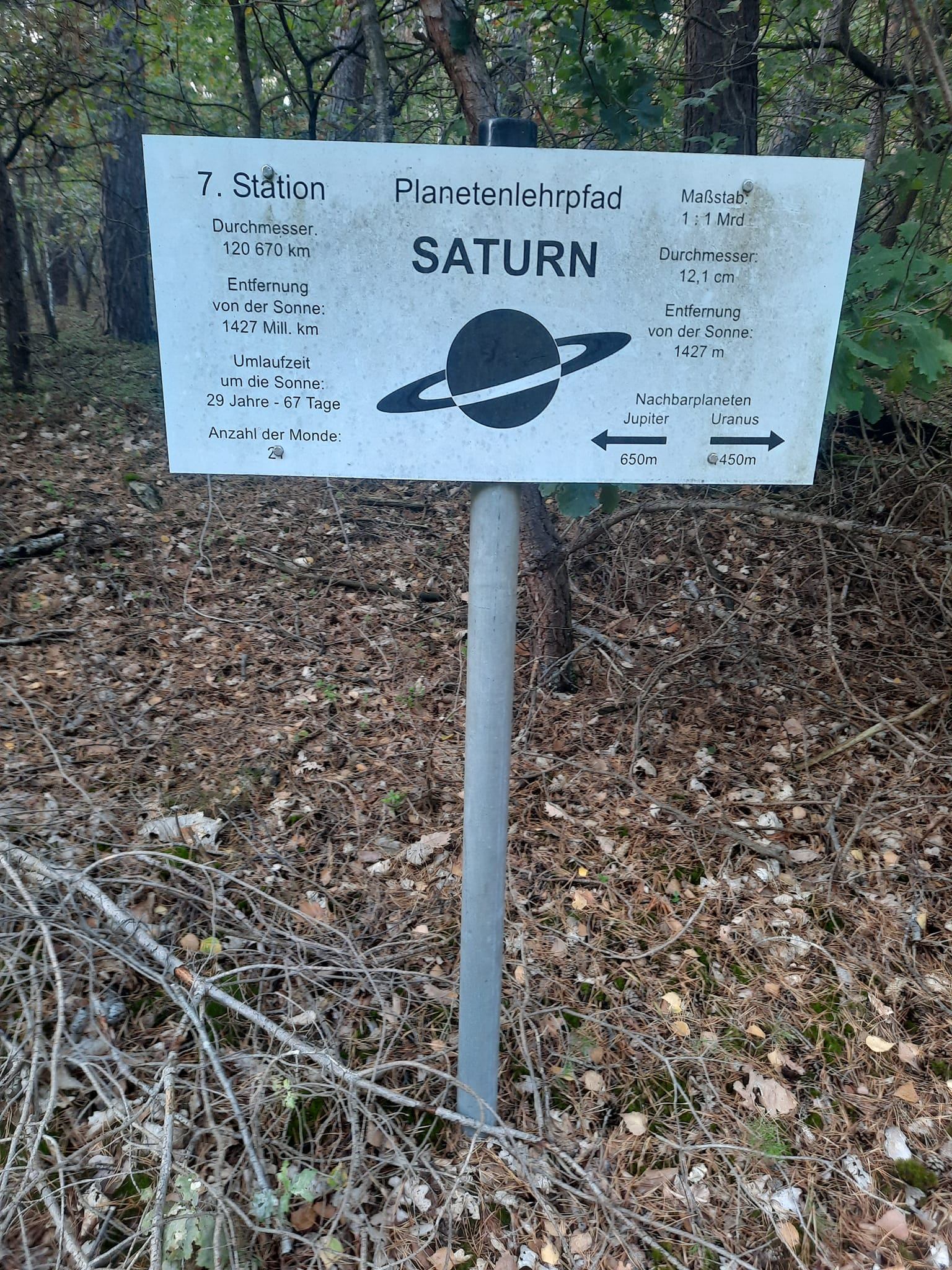
Das Schild für Saturn steht 1,4 Kilometer von der Sonne, im selben Wald wie Jupiter
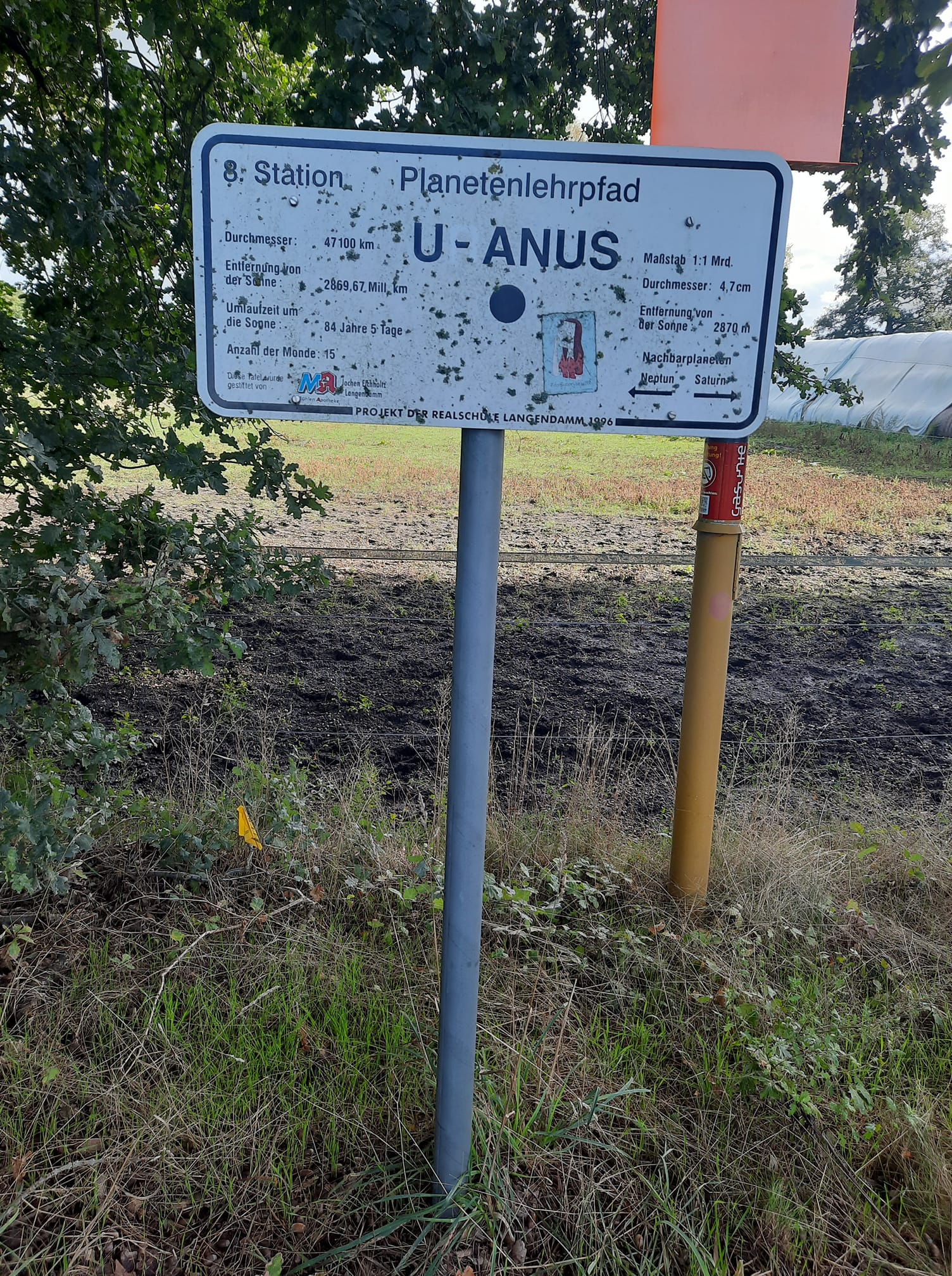
Uranus steht im Bereich des Pferdehofs – bis zur Sonne sind es schon knapp drei Kilometer. Diese wäre mit ihren 1,4 Metern Durchmesser selbst bei „freier Sicht“ freiäugig kaum mehr aus Kugel oder Kreis erkennbar.

## Größenordnung
Im Maßstab 1: 1.000.000.000 ist die Erde ein Scheibchen (bzw. eigentlich ein Kügelchen) von 12 mm Durchmesser, also etwas kleiner als ein 1 Euro-Cent Münze (oder einer Tonmurmel (Knicker)). Die Entfernung zur Sonne beträgt 150 Meter und zum Pluto (am Stöckser See) knapp sechs Kilometer. Bei einer üblichen Wandergeschwindigkeit von 4 km/h „durchrast“ man das Model des Sonnensystems bildlich gesprochen mit vierfacher Lichtgeschwindigkeit und erreicht Pluto am Stöckser See nach rund 90 Minuten.